# Karl Weysser

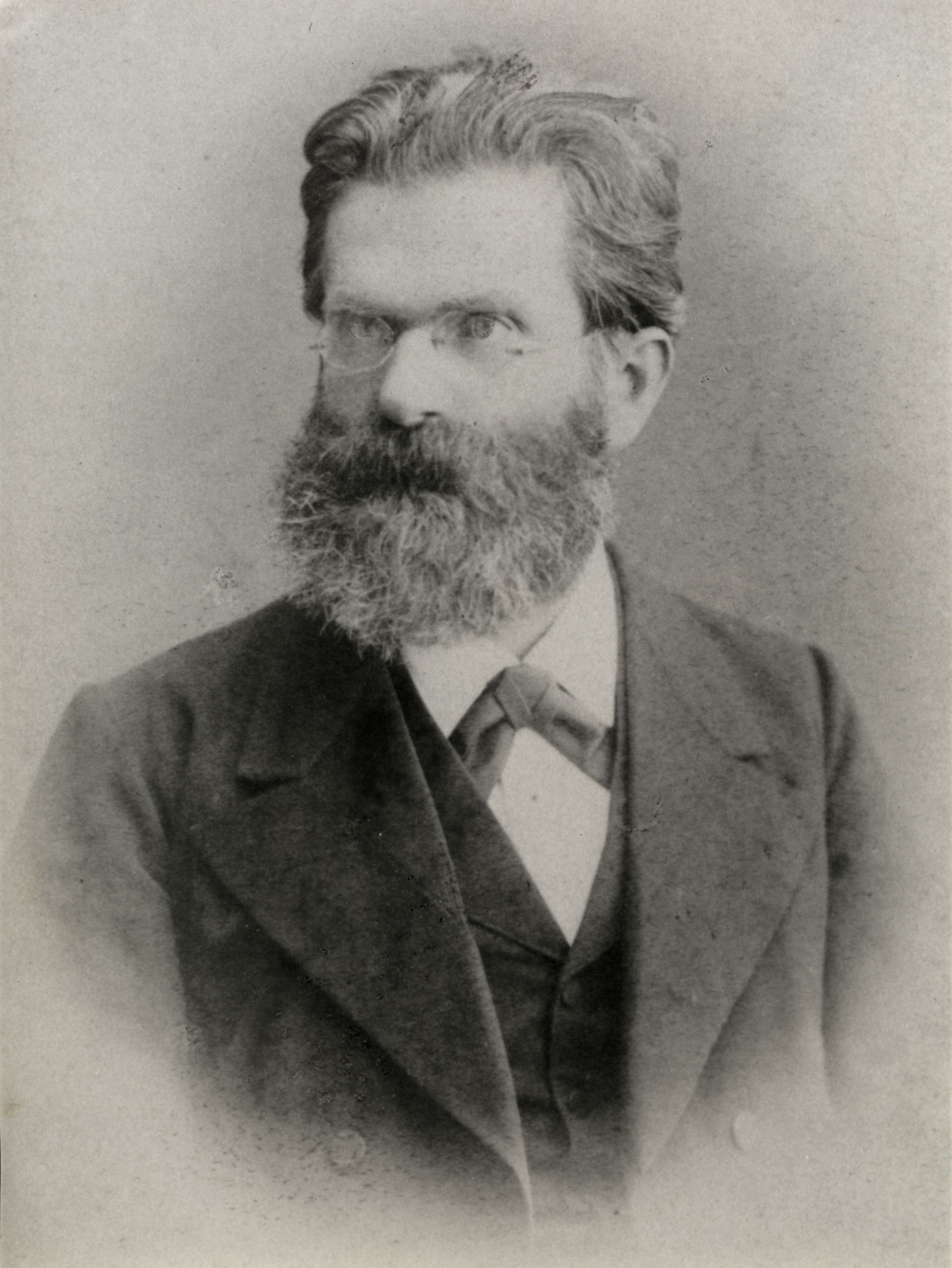
Karl Weysser

Karl Weysser, auch Weyßer (* 7. September 1833 in Durlach; † 28. März 1904 in Heidelberg), war ein badischer Landschafts- und Architekturmaler.

## Leben
Karl Weysser wurde als zehntes und letztes Kind des Bürgermeisters Friedrich Wilhelm Weysser und seiner Ehefrau Caroline in Durlach geboren. Er wuchs im Zentrum der Kleinstadt auf, in einem Haus am Marktplatz gegenüber von der Stadtkirche und dem Rathaus. Von 1841 bis 1848 besuchte er die Höhere Bürgerschule in Durlach und danach die Polytechnische Schule in Karlsruhe, wo er sich nach der Vorbereitungsklasse für den mechanisch-technischen Schulzweig entschied. 1853 wechselte er nach Berlin zur Friedrich-Wilhelms-Universität. 1855 kehrte er nach Karlsruhe zurück, um nach dem vorangegangenen mathematisch-technischen Studium nun auch Kunst an der neugegründeten Großherzoglich Badischen Kunstschule zu studieren. Nach den Vorbereitungskursen spezialisierte sich Weysser auf Architektur- und Landschaftsmalerei bei Wilhelm Schirmer, nach dessen Tod bei Hans Gude. Seine Ausbildung, die neben anderen Reisen auch zwei längere Aufenthalte in München umfasste, schloss Weysser 1865 ab. Danach ließ er sich in Karlsruhe nieder. 1873 wandte er sich nach Düsseldorf, wo er bis 1875 blieb und bei dem ebenfalls aus Karlsruhe stammenden Maler Karl Ludwig Friedrich Wagner (1839–1923) wohnte. Von 1880 bis 1884 lebte er in Heidelberg, wo er auch eine erste satirische Schrift unter dem Pseudonym K. W. Heisster veröffentlichte, der in späteren Jahren zwei weitere Schriften folgten. Seine Schriften sind zwar überwiegend satirischer Natur, in Ermangelung eines sonstigen schriftlichen Nachlasses stellen sie aber wichtige Quellen zur Persönlichkeit des Malers dar. 1885 heiratete er eine wesentlich jüngere Frau und zog nach Baden-Baden, wo er bis 1890 blieb. Nach zwei weiteren Wohnortwechseln ließ er sich 1895 in Heidelberg endgültig nieder, wo er 1904 verstarb.

## Werk

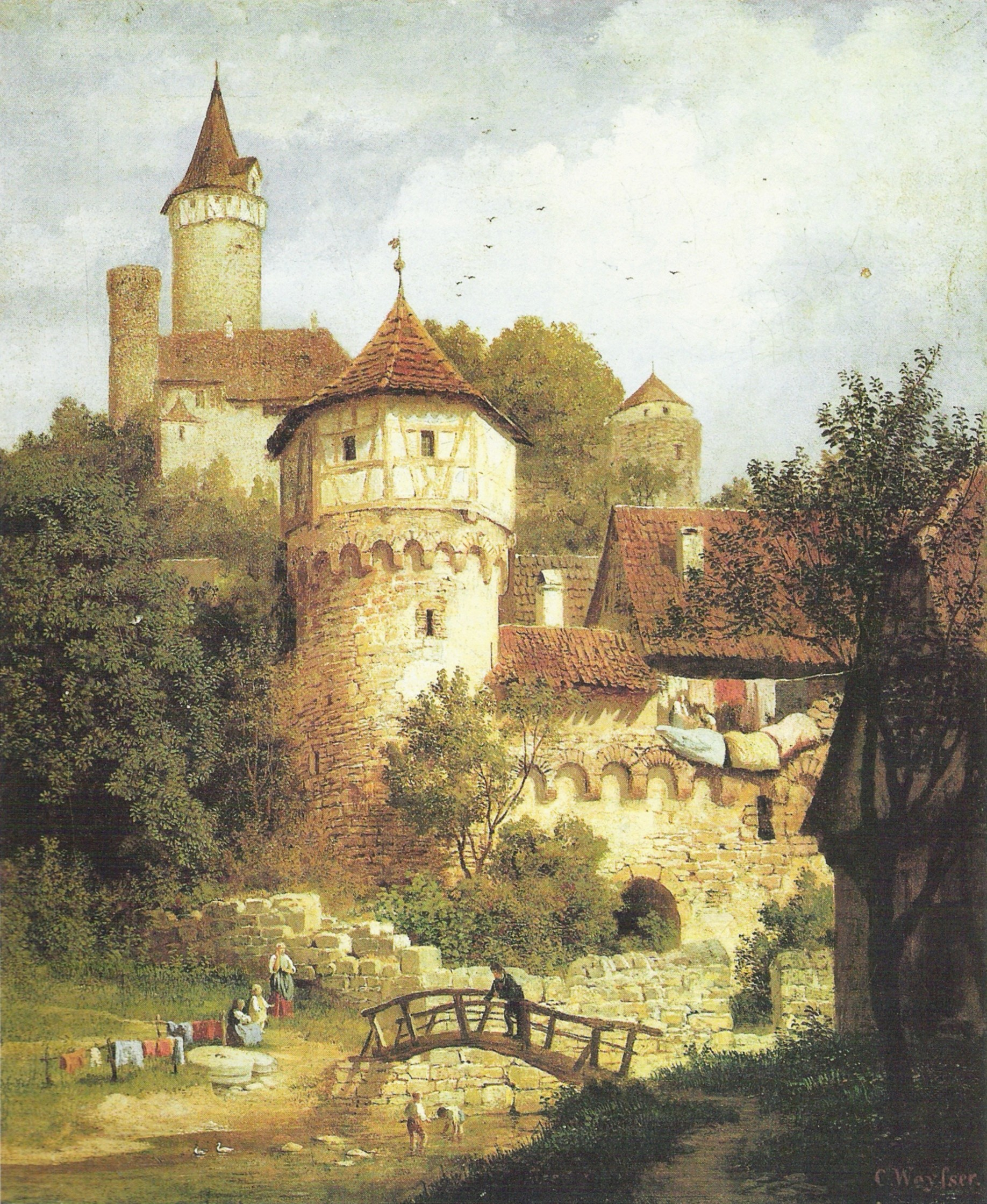
Möckmühl mit Stadtmauer und Burg, Ölgemälde um 1870

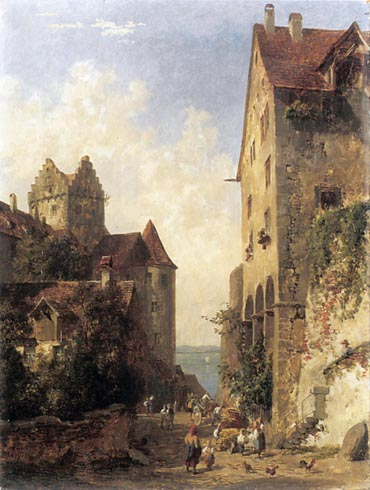
Karl Weysser: Blick in die Steigstraße in Meersburg, 1904

### Historische Bildquellen
Sein Werk als freischaffender Künstler umfasst ca. 600 Ölgemälde und Studien, sowie über 3.000 Architekturzeichnungen. Bedingt durch seine häufigen Wohnortwechsel und seine ausgedehnten Reisen durch Baden, an die Mosel, nach Südtirol und ins Elsass sind seine Motive nicht nur auf einige wenige Regionen beschränkt, sondern decken eine große regionale Bandbreite ab. Seine Hauptmotive waren Straßenszenen und Häuserfluchten, die aufgrund ihrer realistischen Darstellung inzwischen vielerorts als historische Bildquellen herangezogen werden. In seinen frühen Werken zeigt sich Weysser im Kolorit vor allem durch seinen Lehrer Wilhelm Schirmer beeinflusst.

### Gemälde (Auswahl)
- Mannenbach, Landungssteg am Bodensee (1876)

### Präsenz in Auktionen
- Bei artnet sind Ergebnisse von 92 Auktionen dokumentiert.[2]

## Schriften
- (als K. W. Heisster) An die Mitglieder des Kunstvereins in Hutzelwaldberg
- Durch Dick und Dünn – Ästhetische und auch andere Betrachtungen
- Der Darwinismus und die moderne Malerei im Spiegel einer möglichst richtigen Weltanschauung

## Ausstellungen
- 1. August 2018 – Frühjahr 2019: Mit Karl Weysser unterwegs. Städtische Galerie Karlsruhe.